# بلين (واشنطن)
بلين (بالإنجليزية: Blaine, Washington)‏ هي مدينة تقع في الولايات المتحدة في مقاطعة واتكوم، واشنطن. يقدر عدد سكانها بـ 4,684 نسمة ومساحتها 21.83 كم2 وترتفع عن سطح البحر 16 متر.

## التركيبة السكانية
قام مكتب تعداد الولايات المتحدة بتحديد بيانات التركيبة السكانية لبلين في تعداد الولايات المتحدة. في ما يلي، التركيبة السكانية حسب تعدادي 2000 و2010.

### تعداد عام 2000
بلغ عدد سكان بلايني 44,942 نسمة بحسب تعداد عام 2000، وبلغ عدد الأسر 15,898 أسرة وعدد العائلات 12,177 عائلة مقيمة في المدينة. في حين سجلت الكثافة السكانية 1,330 نسمة لكل ميل مربع (513.5/كم2). وبلغ عدد الوحدات السكنية 16,169 وحدة بمتوسط كثافة قدره 477.6 نسمة لكل ميل مربع (184.4/كم2).
وتوزع التركيب العرقي للمدينة بنسبة 93.46% من البيض و 0.63% من الأمريكيين الأصليين و 2.54% من الأمريكيين ذوي الأصول الآسيوية و 0.02% من سكان جزر المحيط الهادئ و 0.86% من الأمريكيين الأفارقة و 1.75% من عرقين مختلطين أو أكثر.
بلغ عدد الأسر 15,898 أسرة كانت نسبة 41.1% منها لديها أطفال تحت سن الثامنة عشر تعيش معهم، وبلغت نسبة الأزواج القاطنين مع بعضهم البعض 61.1% من أصل المجموع الكلي للأسر، ونسبة 11.1% من الأسر كان لديها معيلات من الإناث دون وجود شريك، وكانت نسبة 23.4% من غير العائلات. تألفت نسبة 17.0% من أصل جميع الأسر من أفراد ونسبة 3.3% كانوا يعيش معهم شخص وحيد يبلغ من العمر 65 عاماً فما فوق. وبلغ متوسط حجم الأسرة المعيشية 3.19، أما متوسط حجم العائلات فبلغ 2.82.
بلغ العمر الوسطي للسكان 33 عاماً. وكانت نسبة 8.7% بين الثامنة عشر والأربعة وعشرون عاماً، ونسبة 34.8% كانت واقعةً في الفئة العمرية ما بين الخامسة والعشرون حتى والأربعة وأربعون عاماً، ونسبة 22.0% كانت ما بين الخامسة والأربعون حتى الرابعة والستون، ونسبة 5.3% كانت ضمن فئة الخامسة والستون عاماً فما فوق. يوجد لكل 100 أنثى 100.2 ذكر، ويوجد لكل 100 أنثى في الثامنة عشر من عمرها فما فوق 98.1 ذكر.

### تعداد عام 2010
بلغ عدد سكان بلين 4,684 نسمة بحسب تعداد عام 2010، وبلغ عدد الأسر 1,994 أسرة وعدد العائلات 1,291 عائلة مقيمة في المدينة. في حين سجلت الكثافة السكانية 832.0 نسمة لكل ميل مربع (321.2/كم2). وبلغ عدد الوحدات السكنية 2,346 وحدة بمتوسط كثافة قدره 416.7 لكل ميل مربع (160.9/كم2).
وتوزع التركيب العرقي للمدينة بنسبة 86.5% من البيض و 0.9% من الأمريكيين الأصليين و 5.1% من الأمريكيين ذوي الأصول الآسيوية و 1.3% من سكان جزر المحيط الهادئ و 1.4% من الأمريكيين الأفارقة و 4.2% من عرقين مختلطين أو أكثر.
بلغ عدد الأسر 1,994 أسرة كانت نسبة 27.1% منها لديها أطفال تحت سن الثامنة عشر تعيش معهم، وبلغت نسبة الأزواج القاطنين مع بعضهم البعض 49.5% من أصل المجموع الكلي للأسر، ونسبة 11.0% من الأسر كان لديها معيلات من الإناث دون وجود شريك، بينما كانت نسبة 4.2% من الأسر لديها معيلون من الذكور دون وجود شريكة وكانت نسبة 35.3% من غير العائلات. وبلغ متوسط حجم الأسرة المعيشية 2.85، أما متوسط حجم العائلات فبلغ 2.32.
بلغ العمر الوسطي للسكان 44.3 عاماً. وكانت نسبة 21.4% من القاطنين تحت سن الثامنة عشر، وكانت نسبة 7.4% بين الثامنة عشر والأربعة وعشرون عاماً، ونسبة 22% كانت واقعةً في الفئة العمرية ما بين الخامسة والعشرون حتى والأربعة وأربعون عاماً، ونسبة 30.1% كانت ما بين الخامسة والأربعون حتى الرابعة والستون، ونسبة 19.1% كانت ضمن فئة الخامسة والستون عاماً فما فوق. وتوزع التركيب الجنسي للسكان بنسبة 49.1% ذكور و50.9% إناث.